# Moment 4 Life
Moment 4 Life je píseň americké hip-hopé zpěvačky Nicki Minaj. Píseň se nachází na jejím debutovém studiovém albu Pink Friday. Produkce se ujal producent T-Minus. S touto písní ji vypomohl americký herec a zpěvák Drake.

## Hitparáda
| Země           | Umístění |
| -------------- | -------- |
| Kanada         | 27       |
| USA            | 13       |
| Francie        | 65       |
| Irsko          | 37       |
| Skotsko        | 24       |
| Velká Británie | 22       |